# Goslar Carstens
Goslar Carstens (* 28. Juli 1894 in Husum; † 1. Januar 1978 ebenda) war ein deutscher Rechtsanwalt und Kommunalpolitiker sowie Heimatkundler und Autor.

## Leben
Goslar  Carstens entstammte einer alteingesessenen Husumer Familie, die im Ort bzw. nahe dem früheren Ortsrand umfangreiche Ländereien im Dockkoog und in der Lämmerfenne besaß. Er besuchte die Husumer Gelehrtenschule, wo er unter anderem Schüler von Magnus Voß war. 1913 legte er dort sein Abitur ab und begann dann ein Jura-Studium an der Philipps-Universität in Marburg. Seitdem gehörte er der Marburger Burschenschaft Arminia an. 1914 unterbrach er sein Studium und nahm als Kriegsfreiwilliger am Ersten Weltkrieg teil, den er trotz Verwundung bis zum Kriegsende 1918 mitmachte. Anschließend setzte er sein Studium an der Christian-Albrechts-Universität zu Kiel fort und absolvierte nach Studiumsabschluss ebenfalls in Kiel ein Rechtsreferendariat. 1924 promovierte er mit der Arbeit Widerruf des Testaments an der Friedrich-Alexander-Universität in Erlangen.
Am 1. Oktober 1924 ließ Carstens sich in seinem Herkunftsort Husum als Rechtsanwalt nieder. In der Zeit des Nationalsozialismus wurde er 1935 verhaftet, weil er von den Nationalsozialisten geschädigte Personen vor Gericht vertreten hatte. Nach 7-wöchiger Haft entging er aufgrund der Intervention eines ehemaligen Kriegskameraden aus dem Ersten Weltkrieg, der inzwischen Mitglied der SS geworden war, dem vorgesehenen Abtransport in ein Strafgefangenenlager der Reichsjustizverwaltung in Papenburg, das zu den so genannten Emslandlagern gehörte. Am Zweiten Weltkrieg nahm er als Offizier teil. In der Nachkriegszeit war er von Januar bis Oktober 1946 Bürgermeister von Husum. Danach nahm er seine Anwaltspraxis wieder auf, die er bis 1975 fortführte.
Neben seiner Anwaltstätigkeit engagierte er sich in der Kommunalpolitik sowie als Heimat- und Familienforscher. Carstens war einer der Gründer des Vereins Nordfriesisches Institut e. V. und Mitherausgeber des Jahrbuchs des Nordfriesischen Instituts. Er veröffentlichte zahlreiche Arbeiten über die Geschichte Nordfrieslands; seine Hauptwerke sind ein Wappenbuch und ein Buch über die heiligen Linien.
Goslar Carstens war verheiratet und starb im Alter von 83 Jahren in seiner Heimatstadt Husum.

## Nachleben
Die Husumer Nachbargemeinde Mildstedt erhielt 1979 ein Wappen nach einem Vorschlag von Carstens.
Im Kreisarchiv Nordfriesland in Husum befindet sich ein umfangreicher Bestand des schriftlichen Nachlasses von Goslar Carstens, der 1988 verzeichnet und 1997 in einem Findbuch erschlossen wurde.

## Veröffentlichungen (Auswahl)
- Die Entwicklung des Deichwesens und Deichrechts in Nordfriesland. Aus: Nordfriesland. Heimatbuch für die Kreise Husum und Südtondern, Husum 1925; Sonderdruck, Delff, Husum 1930.
- Myld, Milde und Mildburg. Nordfriisk Instituut, Bredstedt 1951.
- Die heilige Insel. Nordfriisk Instituut, Bredstedt 1952.
- Wappen und Wappenmarken in Nordfriesland. Verlag Husumer Nachrichten, Husum 1956.
- Die drei Husumer Klöster und das Bistum Farria. Husum Druck- und Verlagsgesellschaft, Husum 1975.
- Der planmässige Aufbau der heidnischen Heiligtümer bei den Skandinaviern, Friesen und Sachsen. Husum Druck- und Verlagsgesellschaft, Husum 1982, ISBN 3-88042-181-1.